# Lex Iulia de civitate
La Lex Iulia de civitate latinis et sociis danda fu una legge romana promulgata da Lucio Giulio Cesare nel 90 a.C., successivamente integrata da altre due leggi.
Essa venne promulgata durante il periodo della Guerra sociale, anni 91-88 a.C., quando Roma, consapevole di non poter gestire la rivolta antiromana con il mero uso delle armi, estese la cittadinanza romana a coloro in possesso dello ius Latii ed ai restanti socii italici rimasti fedeli o che avessero deposto le armi contro Roma. Una successiva, o contemporanea, legge diede facoltà ai comandanti romani di concedere la cittadinanza a tutti i socii italici (e in alcuni casi a singoli individui auxiliares extra-italici condotti in Italia) che avessero preso le difese di Roma ai loro ordini.
Una successiva legge, la lex Plautia Papiria dell'89 a. C., integrata da un consulto senatorio, concesse la piena cittadinanza romana a tutti gli italici (ex socii) residenti a sud dell'Arno e del Rubicone (così come ai Cisalpini residenti a sud del fiume Po), purché ne facessero richiesta al pretore urbano entro un termine prestabilito. Una delle conseguenze dell'estensione della cittadinanza romana a tutta l'Italia peninsulare fu la trasformazione di tutte le comunità italiche e delle varie colonie romane e latine sparse lungo la penisola, in municipia optimo iure, da cui insorsero non pochi problemi burocratici, tra cui i nuovi criteri di ammissione ai comitia, nonché l'ascrizione di tutti gli italici tra le gentes.